# Цветков, Роман Вячеславович
Роман Вячеславович Цветков (род. 11 июля 1977, Тольятти, Куйбышевская область) — российский хоккеист, защитник. Тренер.

## Биография
Воспитанник тольяттинской «Лады», в сезонах 1994/95 — 1996/97 играл за «Ладу-2». За «Ладу» провёл два матча в сезоне 1996/97 РХЛ. Выступал за «ЦСК ВВС-2» (1997/98), «Прогресс» Глазов (1998/99 — 2000/01), белорусские «Витебск» (2001/02 — 2004/05), «Химик»-СКА Новополоцк (2004/05 — 2009/10). Завершал карьеру в клубах «Липецк» (2010/11) и «Брянск» (2011/12).
Окончил Тольяттинский государственный университет. С 2013 года — тренер команд ДЮСШ «Лада».